# Droga krajowa N25 (Ukraina)
Droga krajowa N25 (ukr. Автошлях Н 25. Do 2017 «Droga regionalna R05») – droga krajowa na Ukrainie, łącząca Horodyszcze na granicy białorusko-ukraińskiej (gdzie łączy się z białoruską drogą R88) z Starokonstantynowem. Przechodzi przez teren obwodu rówieńskiego i chmielnickiego. Ma ogólną długość 297,2 km.

## Ważniejsze miejscowości na drodze
- Dąbrowica
- Sarny
- Kostopol
- Równe
- Zdołbunów
- Ostróg
- Sławuta
- Szepetówka
- Starokonstantynów